# Carrie (film 2002)
Carrie è un film per la televisione del 2002 diretto da David Carson tratto dal romanzo Carrie di Stephen King. È originariamente un film pilota per una serie TV poi non prodotta a causa dei bassi ascolti ricevuti.
Il film è anche un remake/reboot televisivo di Carrie - Lo sguardo di Satana del 1976 diretto da Brian De Palma.

## Trama
Carrie White è una ragazza introversa e timida che viene tormentata continuamente dai compagni di scuola, e anche a casa vive una situazione difficile, a causa di sua madre, una fanatica religiosa. Dotata di poteri telecinetici, la ragazza si servirà proprio di questi per mettere in atto una devastante vendetta.